# Lijst van olympische medaillewinnaars tafeltennis
Tafeltennis is een van de sporten die op het programma van de Olympische Spelen staan. Deze pagina geeft de lijst van olympische medaillewinnaars in deze sport.

## Mannen

### Enkelspel
| Editie | Goud | Goud            | Zilver | Zilver               | Brons   | Brons                 |
| ------ | ---- | --------------- | ------ | -------------------- | ------- | --------------------- |
| 1988   | KOR  | Yoo Nam-kyu     | KOR    | Kim Ki-taik          | SWE     | Erik Lindh            |
| 1992   | SWE  | Jan-Ove Waldner | FRA    | Jean-Philippe Gatien | CHN KOR | Ma Wenge Kim Taek-soo |
| 1996   | CHN  | Liu Guoliang    | CHN    | Wang Tao             | GER     | Jörg Roßkopf          |
| 2000   | CHN  | Kong Linghui    | SWE    | Jan-Ove Waldner      | CHN     | Liu Guoliang          |
| 2004   | KOR  | Ryu Seung-min   | CHN    | Wang Hao             | CHN     | Wang Liqin            |
| 2008   | CHN  | Ma Lin          | CHN    | Wang Hao             | CHN     | Wang Liqin            |
| 2012   | CHN  | Zhang Jike      | CHN    | Wang Hao             | GER     | Dimitrij Ovtcharov    |
| 2016   | CHN  | Ma Long         | CHN    | Zhang Jike           | JPN     | Jun Mizutani          |
| 2020   | CHN  | Ma Long         | CHN    | Fan Zhendong         | GER     | Dimitrij Ovtcharov    |
| 2024   | CHN  | Fan Zhendong    | SWE    | Truls Möregårdh      | FRA     | Félix Lebrun          |

| Land | Goud | Zilver | Brons |
| ---- | ---- | ------ | ----- |
| CHN  | 7    | 6      | 4     |
| KOR  | 2    | 1      | 1     |
| SWE  | 1    | 2      | 1     |
| FRA  | 0    | 1      | 1     |
| GER  | 0    | 0      | 3     |
| JPN  | 0    | 0      | 1     |

Meervoudige medaillewinnaars
| Succesvolste                                                            | Meervoudige                                              |
| ----------------------------------------------------------------------- | -------------------------------------------------------- |
| 2-0-0 Ma Long 1-1-0 Jan-Ove Waldner 1-1-0 Fan Zhendong 1-1-0 Zhang Jike | 0-3-0 Wang Hao 0-0-2 Dimitrij Ovtcharov 0-0-2 Wang Liqin |

### Team
| Editie | Goud | Goud                             | Zilver | Zilver                                           | Brons | Brons                                       |
| ------ | ---- | -------------------------------- | ------ | ------------------------------------------------ | ----- | ------------------------------------------- |
| 2008   | CHN  | Ma Lin Wang Hao Wang Liqin       | GER    | Timo Boll Dimitrij Ovtcharov Christian Süß       | KOR   | Oh Sang-eun Ryu Seung-min Yoon Jae-young    |
| 2012   | CHN  | Ma Long Wang Hao Zhang Jike      | KOR    | Joo Se-hyuk Oh Sang-eun Ryu Seung-min            | GER   | Timo Boll Dimitrij Ovtcharov Bastian Steger |
| 2016   | CHN  | Ma Long Xu Xin Zhang Jike        | JPN    | Jun Mizutani Koki Niwa Maharu Yoshimura          | GER   | Timo Boll Dimitrij Ovtcharov Bastian Steger |
| 2020   | CHN  | Fan Zhendong Ma Long Xu Xin      | GER    | Timo Boll Patrick Franziska Dimitrij Ovtcharov   | JPN   | Tomokazu Harimoto Jun Mizutani Koki Niwa    |
| 2024   | CHN  | Fan Zhendong Ma Long Wang Chuqin | SWE    | Anton Källberg Kristian Karlsson Truls Möregårdh | FRA   | Simon Gauzy Alexis Lebrun Félix Lebrun      |

| Land | Goud | Zilver | Brons |
| ---- | ---- | ------ | ----- |
| CHN  | 5    | 0      | 0     |
| GER  | 0    | 2      | 2     |
| JPN  | 0    | 1      | 1     |
| KOR  | 0    | 1      | 1     |
| SWE  | 0    | 1      | 0     |
| FRA  | 0    | 0      | 1     |

Meervoudige medaillewinnaars
| Succesvolste                                                                  | Meervoudige |
| ----------------------------------------------------------------------------- | --- |
| 4-0-0 Ma Long 2-0-0 Fan Zhendong 2-0-0 Wang Hao 2-0-0 Xu Xin 2-0-0 Zhang Jike | 0-2-2 Timo Boll 0-2-2 Dimitrij Ovtcharov 0-1-1 Jun Mizutani 0-1-1 Koki Niwa 0-1-1 Oh Sang-eun 0-1-1 Ryu Seung-min 0-0-2 Bastian Steger |

## Vrouwen

### Enkelspel
| Editie | Goud | Goud         | Zilver | Zilver       | Brons   | Brons                    |
| ------ | ---- | ------------ | ------ | ------------ | ------- | ------------------------ |
| 1988   | CHN  | Chen Jing    | CHN    | Li Huifen    | CHN     | Jiao Zhimin              |
| 1992   | CHN  | Deng Yaping  | CHN    | Qiao Hong    | PRK KOR | Li Bun-hui Hyun Jung-hwa |
| 1996   | CHN  | Deng Yaping  | TPE    | Chen Jing    | CHN     | Qiao Hong                |
| 2000   | CHN  | Wang Nan     | CHN    | Li Ju        | TPE     | Chen Jing                |
| 2004   | CHN  | Zhang Yining | PRK    | Kim Hyang-mi | KOR     | Kim Kyung-ah             |
| 2008   | CHN  | Zhang Yining | CHN    | Wang Nan     | CHN     | Guo Yue                  |
| 2012   | CHN  | Li Xiaoxia   | CHN    | Ding Ning    | SIN     | Feng Tianwei             |
| 2016   | CHN  | Ding Ning    | CHN    | Li Xiaoxia   | PRK     | Kim Song-i               |
| 2020   | CHN  | Chen Meng    | CHN    | Sun Yingsha  | JPN     | Mima Ito                 |
| 2024   | CHN  | Chen Meng    | CHN    | Sun Yingsha  | JPN     | Hina Hayata              |

| Land | Goud | Zilver | Brons |
| ---- | ---- | ------ | ----- |
| CHN  | 10   | 8      | 3     |
| PRK  | 0    | 1      | 2     |
| TPE  | 0    | 1      | 1     |
| JPN  | 0    | 0      | 2     |
| KOR  | 0    | 0      | 2     |
| SGP  | 0    | 0      | 1     |

Meervoudige medaillewinnaars
| Succesvolste | Meervoudige                       |
| --- | --------------------------------- |
| 2-0-0 Chen Meng 2-0-0 Deng Yaping 2-0-0 Zhang Yining 1-1-1 / Chen Jing 1-1-0 Ding Ning 1-1-0 Li Xiaoxia 1-1-0 Wang Nan | 0-2-0 Sun Yingsha 0-1-1 Qiao Hong |

### Team
| Editie | Goud | Goud                             | Zilver | Zilver                                    | Brons | Brons                                       |
| ------ | ---- | -------------------------------- | ------ | ----------------------------------------- | ----- | ------------------------------------------- |
| 2008   | CHN  | Guo Yue Wang Nan Zhang Yining    | SIN    | Feng Tian Wei Li Jia Wei Wang Yue Gu      | KOR   | Dang Ye-seo Kim Kyung-ah Park Mi-young      |
| 2012   | CHN  | Ding Ning Guo Yue Li Xiaoxia     | JPN    | Ai Fukuhara Kasumi Ishikawa Sayaka Hirano | SIN   | Feng Tian Wei Li Jia Wei Wang Yue Gu        |
| 2016   | CHN  | Ding Ning Li Xiaoxia Liu Shiwen  | GER    | Han Ying Shan Xiaona Petrissa Solja       | JPN   | Ai Fukuhara Kasumi Ishikawa Mima Ito        |
| 2020   | CHN  | Chen Meng Sun Yingsha Wang Manyu | JPN    | Miu Hirano Kasumi Ishikawa Mima Ito       | HKG   | Doo Hoi Kem Lee Ho Ching Minnie Soo Wai Yam |
| 2024   | CHN  | Chen Meng Sun Yingsha Wang Manyu | JPN    | Miwa Harimoto Hina Hayata Miu Hirano      | KOR   | Jeon Ji-hee Lee Eun-hye Shin Yu-bin         |

| Land | Goud | Zilver | Brons |
| ---- | ---- | ------ | ----- |
| CHN  | 5    | 0      | 0     |
| JPN  | 0    | 3      | 1     |
| SGP  | 0    | 1      | 1     |
| GER  | 0    | 1      | 0     |
| KOR  | 0    | 0      | 2     |
| HKG  | 0    | 0      | 1     |

Meervoudige medaillewinnaars
| Succesvolste                                                                     | Meervoudige |
| -------------------------------------------------------------------------------- | --- |
| 2-0-0 Chen Meng 2-0-0 Ding Ning 2-0-0 Guo Yue 2-0-0 Sun Yingsha 2-0-0 Wang Manyu | 0-2-1 Kasumi Ishikawa 0-2-0 Miu Hirano 0-1-1 Feng Tian Wei 0-1-1 Ai Fukuhara 0-1-1 Mima Ito 0-1-1 Li Jia Wei 0-1-1 Wang Yue Gu |

## Gemengd dubbel
| Editie | Goud | Goud                    | Zilver | Zilver                   | Brons | Brons                     |
| ------ | ---- | ----------------------- | ------ | ------------------------ | ----- | ------------------------- |
| 2020   | JPN  | Mima Ito Jun Mizutani   | CHN    | Liu Shiwen Xu Xin        | TPE   | Cheng I-ching Lin Yun-ju  |
| 2024   | CHN  | Wang Chuqin Sun Yingsha | PRK    | Ri Jong-sik Kim Kum-yong | KOR   | Lim Jong-hoon Shin Yu-bin |

| Land | Goud | Zilver | Brons |
| ---- | ---- | ------ | ----- |
| CHN  | 1    | 1      | 0     |
| JPN  | 1    | 0      | 0     |
| PRK  | 0    | 1      | 0     |
| KOR  | 0    | 0      | 1     |
| TPE  | 0    | 0      | 1     |

## Afgevoerde onderdelen

### Mannen dubbelspel
| Editie | Goud | Goud                       | Zilver | Zilver                         | Brons | Brons                              |
| ------ | ---- | -------------------------- | ------ | ------------------------------ | ----- | ---------------------------------- |
| 1988   | CHN  | Chen Longcan Wei Qingguang | YUG    | Ilija Lupulesku Zoran Primorac | KOR   | Ahn Jae-hyung Yoo Nam-kyu          |
| 1992   | CHN  | Lu Lin Wang Tao            | GER    | Steffen Fetzner Jörg Roßkopf   | KOR   | Kang Hee-chan Lee Chul-seung       |
| 1992   | CHN  | Lu Lin Wang Tao            | GER    | Steffen Fetzner Jörg Roßkopf   | KOR   | Kim Taek-soo Yoo Nam-kyu           |
| 1996   | CHN  | Kong Linghui Liu Guoliang  | CHN    | Lu Lin Wang Tao                | KOR   | Lee Chul-seung Yoo Nam-kyu         |
| 2000   | CHN  | Wang Liqin Yan Sen         | CHN    | Kong Linghui Liu Guoliang      | FRA   | Patrick Chila Jean-Philippe Gatien |
| 2004   | CHN  | Chen Qi Ma Lin             | HKG    | Ko Lai Chak Li Ching           | DEN   | Michael Maze Finn Tugwell          |

| Land | Goud | Zilver | Brons |
| ---- | ---- | ------ | ----- |
| CHN  | 5    | 2      | 0     |
| GER  | 0    | 1      | 0     |
| HKG  | 0    | 1      | 0     |
| YUG  | 0    | 1      | 0     |
| KOR  | 0    | 0      | 4     |
| DEN  | 0    | 0      | 1     |
| FRA  | 0    | 0      | 1     |

Meervoudige medaillewinnaars
| Succesvolste                                                      | Meervoudige                            |
| ----------------------------------------------------------------- | -------------------------------------- |
| 1-1-0 Kong Linghui 1-1-0 Liu Guoliang 1-1-0 Lu Lin 1-1-0 Wang Tao | 0-0-3 Yoo Nam-kyu 0-0-2 Lee Chul-seung |

### Vrouwen dubbelspel
| Editie | Goud | Goud                        | Zilver | Zilver                  | Brons | Brons                         |
| ------ | ---- | --------------------------- | ------ | ----------------------- | ----- | ----------------------------- |
| 1988   | KOR  | Hyun Jung-hwa Yang Young-ja | CHN    | Chen Jing Jiao Zhimin   | YUG   | Jasna Fazlić Gordana Perkučin |
| 1992   | CHN  | Deng Yaping Qiao Hong       | CHN    | Chen Zihe Gao Jun       | PRK   | Li Bun-hui Yu Sun-bok         |
| 1992   | CHN  | Deng Yaping Qiao Hong       | CHN    | Chen Zihe Gao Jun       | KOR   | Hong Cha-ok Hyun Jung-hwa     |
| 1996   | CHN  | Deng Yaping Qiao Hong       | CHN    | Liu Wei Qiao Yunping    | KOR   | Park Hae-jung Ryu Ji-hae      |
| 2000   | CHN  | Li Ju Wang Nan              | CHN    | Sun Jin Yang Ying       | KOR   | Kim Moo-kyo Ryu Ji-hae        |
| 2004   | CHN  | Wang Nan Zhang Yining       | KOR    | Lee Eun-sil Seok Eun-mi | CHN   | Guo Yue Niu Jianfeng          |

| Land | Goud | Zilver | Brons |
| ---- | ---- | ------ | ----- |
| CHN  | 4    | 4      | 1     |
| KOR  | 1    | 1      | 3     |
| YUG  | 0    | 0      | 1     |
| PRK  | 0    | 0      | 1     |

Meervoudige medaillewinnaars
| Succesvolste                                                         |
| -------------------------------------------------------------------- |
| 2-0-0 Deng Yaping 2-0-0 Qiao Hong 2-0-0 Wang Nan 1-0-1 Hyun Jung-hwa |

Seoel 1988 · 
Barcelona 1992 · 
Atlanta 1996 · 
Sydney 2000 · 
Athene 2004 · 
Peking 2008 · 
Londen 2012 · 
Rio de Janeiro 2016 ·
Tokio 2020 ·
Parijs 2024 ·
Los Angeles 2028
Medaillewinnaars 